# Der Katalane
Der Katalane ist ein Roman von Noah Gordon, der 2007 im Original als The Bodega erschien.
Der junge Weinbauer Josep Àlvarez macht aus dem väterlichen Anwesen eine Bodega und gewinnt die Liebe von Maria del Mar Orriols.

## Zeit und Ort
Die Handlung führt von 1870 bis 1877 ins Languedoc und in das fiktive katalanische Dorf Santa Eulalia bei Sitges. Am Dorf fließt der fiktive Fluss Pedregós vorbei.

## Struktur
In dem fünfteiligen Roman zerfällt die erzählte Zeit in zwei Abschnitte. Im zeitlich früher gelegenen dieser beiden Abschnitte, er verläuft vom 3. April 1870 bis ca. Januar 1871, wird die Vorgeschichte in den Roman hereingeholt. Diese Vorgeschichte wird im zweiten und dritten Teil gleichsam als Rückblende geboten. In den restlichen drei Teilen, die vom 22. Februar 1874 bis in das Jahr 1877 verlaufen, wird die eigentliche Geschichte erzählt.
Im Roman bleibt der Erzähler – der Titel der deutschen Übersetzung legt es nahe – immer dicht am Katalanen, dem jungen Josep.

## Handlung

### 1. Teil – Februar 1874
Als Josep die Nachricht vom Tode seines Vaters erhält, verlässt er sein Exil im Languedoc und kehrt auf Schleichwegen zu Fuß über die Pyrenäen in sein Heimatdorf zurück. Auf der Flucht vor Peña und seinen Häschern hatte Josep 1870 in der Nähe von Roquebrun im Weingut von Léon Mendès Arbeit gefunden. Nach vierjähriger Abwesenheit wagt Josep in Santa Eulalia einen neuen Anfang. Ganz allein steht der Heimkehrer nicht da. Nivaldo Machado, Freund des Vaters und Mentor Joseps, betreibt den Lebensmittelladen und hilft mit Rat und Tat. Joseps älterer Bruder Donat, der als Erstgeborener Erbe des Weinberges der alteingesessenen Bauernfamilie Àlvarez ist, hat das Anwesen zum Verkauf ausgeschrieben und lebt mit seiner Ehefrau Rosa als Fabrikarbeiter in Barcelona. Der mittellose Josep erwirbt vom Bruder den väterlichen Besitz und verpflichtet sich, den vertraglich vereinbarten Kaufbetrag abzustottern. Dazu hat ein Verwandter Rosas, der Anwalt Carles Sert, den Vertrag aufgesetzt. Aber Josep gibt nicht auf. Ganz im Gegenteil – er lässt sich von seinem Nachbarn Quim Torras dessen verlotterten Weinberg aufschwatzen. Quim, dieser Sorge ledig, sucht erleichtert das Weite. Josep, durch den neuerlichen Kaufvertrag mit zusätzlichen Schulden belastet, wird über seinen zweiten Weinberg zum Nachbar von Maria del Mar. Die junge Frau, Mutter des gehbehinderten kleinen Jungen Francesc, bewirtschaftet ihren Weinberg in unermüdlicher schwerer körperlicher Arbeit allein.

### 2. und 3. Teil – April 1870
Rückblende: Josep sowie acht weitere  junge Burschen sind nicht die erstgeborenen Söhne der verschiedenen Bauernfamilien des Dorfes. Daher können sie den elterlichen Hof nicht erben und müssen durch andere Arbeit für ihren Lebensunterhalt sorgen. Da taucht Peña, ein karlistischer Sergent, im Dorf auf, weil er den dort patriotisch gesinnten Veteranen Nivaldo von früher kennt. Peña will die Jungen auf den Dienst als Soldat vorbereiten. Nach militärischen Ertüchtigungs- und Schießübungen verlassen die angehenden Soldaten zusammen mit Peña ihr Heimatdorf in Richtung Madrid. Vor ihrer Aufnahme in ein Regiment müssen die Jungen noch eine Bewährungsprobe bestehen. Ein Verräter soll umzingelt und verhaftet werden. Aber Peña hat die Bauernjungen hinters Licht geführt, nach der Umzingelung wird der „Verräter“ nicht verhaftet, sondern von Schützen verwundet. Der Verwundete ist kein Geringerer als Juan Prim y Prats, der Präsident der Cortes, der nach wenigen Tagen seinen Verletzung erliegt. Karlisten ermorden die Mitwisser, daher muss Josep mit ansehen, wie sein Kamerad Jordi Arnau, der Vater des kleinen Francesc, ermordet wird. Nur zwei der neun Burschen, Josep und Guillem, überleben und fliehen, nachdem sie sich wenige Tage als Hilfskräfte in einem Restaurant verstecken – der eine nach Süden, Josep nach Norden.

### 4. und 5. Teil – Oktober 1874 bis in das Jahr 1877
Weiter in der laufenden Handlung: Auf seinem Weg vom Bauer zum Geschäftsmann begleiten Josep im Dorf nicht nur Freunde. Tonio Casals, der nichtsnutzige älteste Sohn des Alcalden, neidet Josep die begehrenswerte Maria del Mar und greift Josep an. Der Alcalde versucht, seinen Sohn zu entschuldigen, und Tonio verlässt das Dorf, um in einem Gefängnis zu arbeiten. Josep fertigt für die Kirche seines Heimatortes eine neue Tür an und wird Teil des dreiköpfigen Gemeinderates. In dieser Funktion beschafft er aus Barcelona eine Handpumpe für den Dorfbrunnen.
Eines Nachts wird Josep von Nivaldo geweckt, der den nach Jahren allein ins Dorf zurückgekehrten Peña erschlagen hat. Nivaldo ist sich sicher, dass Peña Josep und ihn als Mitwisser beseitigen wollte. Nivaldo überredet Josep, die Leiche verschwinden zu lassen. Nivaldo hatte den Militär Peña seinerzeit ins Dorf geholt und ihm die neun Burschen anempfohlen. Peña, eigentlich Coronel Julian Carmora, war inzwischen kurz davor, General zu werden. Josep kann Nivaldo diese inzwischen verjährte „Empfehlung“ nicht verzeihen, in deren Folge acht Kameraden aus dem Dorf ums Leben kamen. Er verlässt den Alten im Zorn. Josep heiratet Maria del Mar.
Während Joseps Vater lediglich minderwertigen Wein für die Essigfabrik geliefert hatte, baut das Ehepaar auf seinen drei Weinbergen hochwertigen Wein an. Der Verkauf u. a. auf dem Markt in Sitges kommt langsam in Gang. Als Nivaldo erkrankt, übernimmt Joseps Bruder Donat mit seiner Frau Rosa die Führung des Ladens (und bekommt diesen später vererbt). Um Nivaldo zu verzeihen, kommt Josep zu spät ans Sterbebett. Maria möchte Josep mit Rosa versöhnen. Josep zeigt sich zunächst störrisch, lenkt dann jedoch ein, so dass Donat und Rosa in Marias altes Haus einziehen und den Laden um eine Gaststätte erweitern können. Sowohl Maria als auch Rosa sind schwanger. Tonio Casals, der in die Guardia Civil aufsteigen möchte, führt zwei Gendarmen ins Dorf, die intensiv, aber erfolglos nach der Leiche Peñas suchen. Das Happyend: Josep avanciert zum Geschäftsmann. Sein ehemaliger Arbeitgeber Mendès, in dessen Gegend die Weinproduktion wegen der Ausbreitung der Reblaus stark einbricht, kauft ihm die Weinvorräte zu günstigen Bedingungen ab und überzeugt ihn, ebenfalls seine Weinberge auf reblausresistente Unterlagen umzustellen.

## Zitat
„Gesegnet ist, wer seine Arbeit gefunden hat.“

## Logik
- Der Titel Past and Present von Carlyle ist – von der Reihenfolge her – falsch übersetzt.

## Selbstzeugnis
- Josep sei „ein gutmütiger, rechtschaffener junger Mann, der zwischen die Mühlsteine einer tödlichen politischen Intrige“[4] gerate.

## Deutsche Ausgaben
Quelle
- Noah Gordon: Der Katalane. Roman. Aus dem amerikanischen Englisch von Klaus Berr. Exklusive Buchgemeinschaftsausgabe der RM Buch und Medien Vertrieb GmbH und der angeschlossenen Buchgemeinschaften, 496 Seiten, Buch-Nr. 093776[5] (Karl Blessing Verlag München 2008)

Ausgaben
- Noah Gordon: Der Katalane. Aus dem Englischen von Klaus Berr. Karl Blessing Verlag München am 5. November 2008. 496 Seiten, ISBN 978-3-89667-367-1